# Cairo West Airbase
Cairo West Airbase är en militärflygplats i guvernementet Giza i norra 
Egypten, 30 km väster om huvudstaden Kairo. Flygplatsen ligger 150 meter över havet.